# Caltrano
Caltrano est une commune italienne de la province de Vicence dans la région Vénétie en Italie.

## Administration
| Période                                  | Période | Identité | Étiquette | Qualité |
| ---------------------------------------- | ------- | -------- | --------- | ------- |
|                                          |         |          |           |         |
| Les données manquantes sont à compléter. |         |          |           |         |

### Hameaux
San Donà, Tezze, Camisino

### Communes limitrophes
Asiago (Italie), Calvene, Chiuppano, Cogollo del Cengio, Piovene Rocchette, Roana

### Personnalités liées
- Angelo Galvan (1920-1988), sauveteur lors de la catastrophe du Bois du Cazier.